# Palacete del Marqués de Mudela
El palacete del Marqués de Santa Cruz de Mudela fue construido hacia 1890 por Lorenzo Álvarez Capra —autor también de la Iglesia de la Paloma y de la ya desaparecida plaza de toros de Goya— y se ubica en el paseo de la Castellana, n.º 29. Se levanta en un solar en cuyo fondo está situado el edificio Bankinter. A diferencia de otros palacetes cercanos ubicados en esta arteria de la capital, el arquitecto Rafael Moneo decidió conservarlo e integrarlo a la nueva sede del edificio bancario.
El edificio está realizado en ladrillo rojo prensado .